# Station Wandsworth Town
Wandsworth Town is een spoorwegstation van National Rail in Wandsworth in Engeland. Het station is eigendom van Network Rail en wordt beheerd door South Western Railway. 